# 阿爾察赫簽證政策
1. ↑  據國際法，阿爾察赫之領土爲國際公認之亞塞拜然領土之一部

 

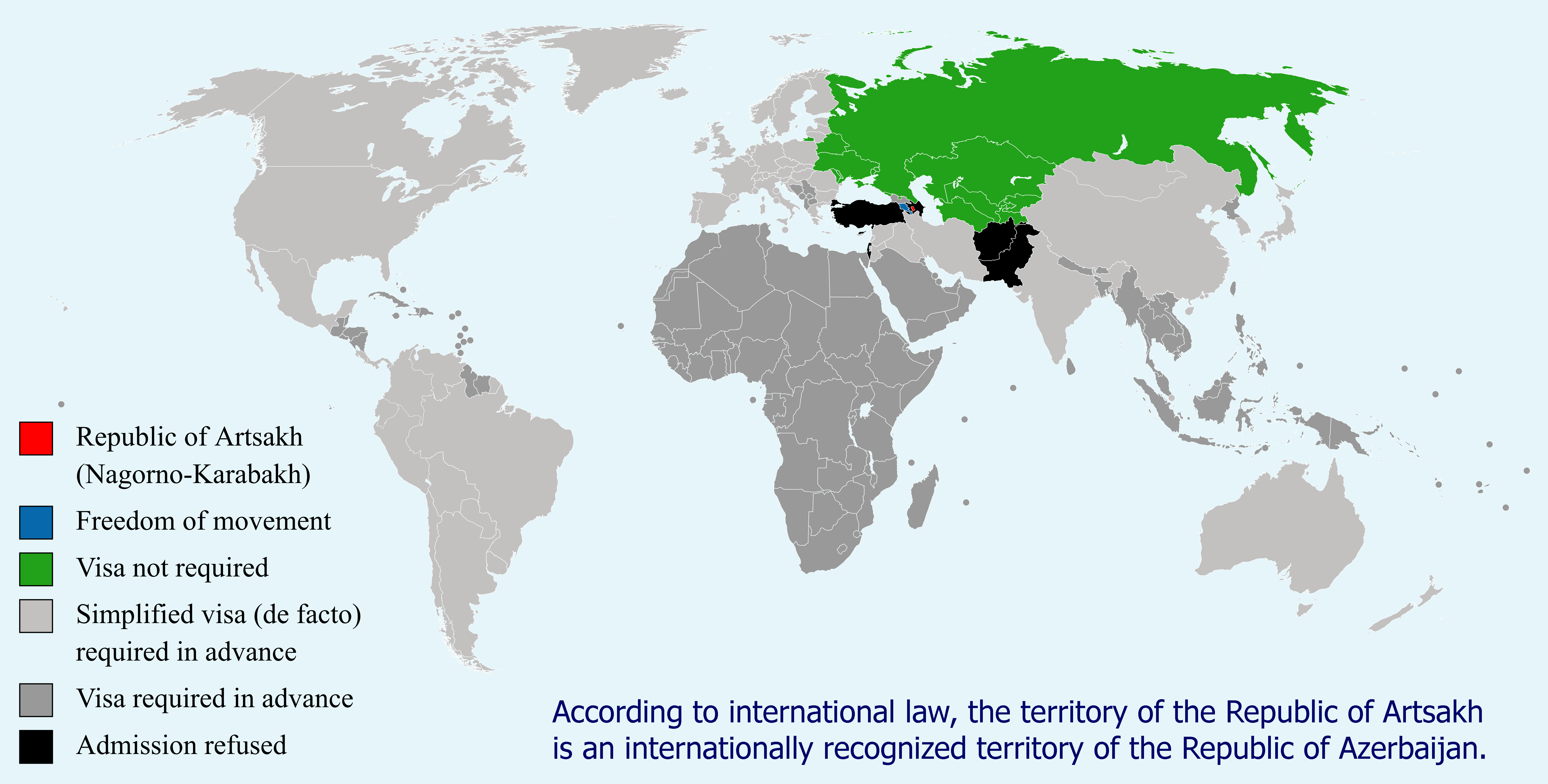
阿爾察赫（納戈爾諾-卡拉巴赫）共和國 (Note: 據國際法，阿爾察赫之領土爲國際公認之亞塞拜然領土之一部)
自由移動
免簽證
須提前辦理（事實上之）簡化簽證
須提前辦理簽證
拒絕入境

訪問阿爾察赫共和國者必須取得簽證，除非其來自任一免簽國家。

## 簽證政策
以下國家（包含獨立國協及全部歐亞聯盟成員國）之公民訪問阿爾察赫無須簽證：
| - 亞美尼亞 - 白俄羅斯 - 摩尔多瓦 | - 俄羅斯 - 乌克兰 |  |

除以上國家外，五個後蘇聯爭議國家之公民可免簽至阿爾察赫旅行；所有小獨立國協（國家民主與權利共同體）成員國均已批准廢止彼此間公民之簽證要求：
| - 阿布哈茲 - 顿涅茨克人民共和国 - 卢甘斯克人民共和国 - 南奥塞梯 - 德涅斯特河沿岸 |

阿爾察赫拒絕以下六國之公民入境：
| - 阿富汗 - 以色列 - 北賽普勒斯 - 巴基斯坦 - 土耳其 |

其他國家之公民可於阿爾察赫常駐亞美尼亞使團取得簽證；特殊情形下，可於位在斯捷潘納克特之阿爾察赫外交部獲取入境簽證。簽證類型包含單次21日旅遊簽證，及效期達一個月、兩個月或三個月之單次或多次簽證。
持有有效或過期之阿爾察赫簽證或曾赴阿爾察赫之證據（郵票等）者將遭亞塞拜然永久拒絕入境。
2021年起，入境阿爾察赫之新程序開始生效；據相關修訂，所有欲於阿爾察赫實施新聞採訪活動之國際媒體代表，均須獲阿爾察赫及亞美尼亞兩國之外交部委任。